# Regierungsbezirk Danzig (Danzig-Westpreußen)

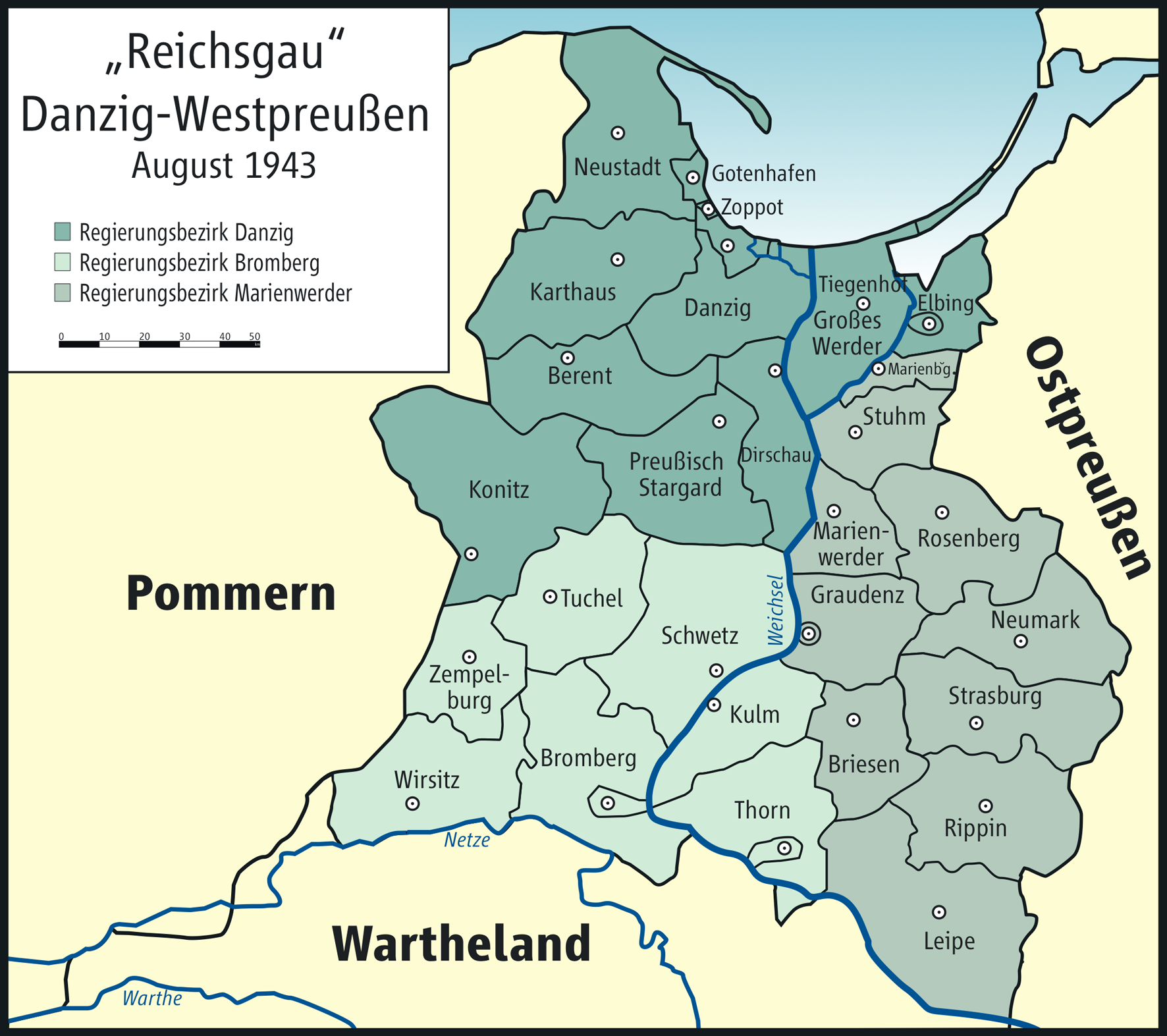
Reichsgau Danzig-Westpreußen

Der Regierungsbezirk Danzig im Reichsgau Danzig-Westpreußen bestand von 1939 bis 1945 im deutsch besetzten Polen.

## Regierungspräsident
1939–1943: Fritz Herrmann (1885–1970)
1943–1945: Wilhelm Huth (1896–1982)

## Verwaltungsgliederung

### Stadtkreise
1. Danzig
2. Elbing
3. Gotenhafen
4. Zoppot

### Landkreise
1. Berent (Westpr.)
2. Danzig
3. Dirschau
4. Elbing
5. Großes Werder [Sitz: Tiegenhof ]
6. Karthaus (Westpr.)
7. Konitz
8. Neustadt (Westpr.)
9. Preußisch Stargard